# Hoe zeg ik jou dat het over is
Hoe zeg ik jou dat het over is is een lied van de Nederlandse zanger Tino Martin. Het werd in 2022 als single uitgebracht en stond in 2023 als negende track op het album Dit is het levenslied.

## Achtergrond
Hoe zeg ik jou dat het over is is geschreven door Catalina Schweighauser, Robert Fisher, Jeroen Russchen en Maan de Steenwinkel en geproduceerd door Norus Padidar, Emile Hartkamp en John Dirne. Het is een levenslied waarin de liedverteller zingt dat hij zijn relatie wil beëindigen, maar dat het hem telkens niet lukt om het te zeggen als hij zijn geliefde ziet. Het is de eerste single van de zanger in 2022. De meeste singles van de zanger in 2021 waren veel samenwerkingen, waaronder het project Acoustic Casino Sessions, maar Hoe zeg ik jou dat het over is is een solonummer van de zanger. Volgens de zanger zelf is het een "ouderwetse Tino Martin song".

## Hitnoteringen
De zanger had weinig succes met het lied. Er was geen notering in de Single Top 100 en ook de Top 40 werd niet bereikt, maar daar was wel de 25e plaats in de Tipparade.